# Раві-варман
Раві-варман (д/н — бл. 519) — дхармамагараджахіраджа держави Кадамба в 485—519 роках.

## Життєпис
Син дхармамагараджахіраджи Мрігесавармана. Спадкував трон бл. 485 року. Продовжив активну зовнішню політику. Численні написи з його правління, починаючи з п'ятого по тридцять п'ятий роки правління, дають яскраву картину його успіхів.
Ймовірно спочатку придушив декілька заколотів проти себе, зокрема синів Шиви Мандгатрі, а також переміг Вішнувармана з гілки Трипарвата, поставивши замість того Сімхавармана.
Потім згідно з написом в Гуднапурі змусив невеличкі династії Пуннати, Алупи, Конгалви та Пандья з Учангі визнати свою зверхність. Надалі завдав поразки правителям з династії Паллавів Нанді-варману I та Будда-варману II. На честь своїх перемог наказав звести величний храм Махадеви.
Наприкінці панування вдерся до держави Вакатаків, яка в цей час на півночі зазнала вторгнення військ Калачура-Магішматі (з Малви).
Помер близько 519 року. Основі володіння отримав син Харіварман, а брати Бхануварман і Шіваратха володіння в Халасі та Учангі.